# 푸크신
푸크신(영어: fuchsine) 또는 로자닐린 염산염(영어: rosaniline hydrochloride)은 화학식이 C20H19N3·HCl인 자홍색 염료이다. 푸크신으로 판매되는 제품의 다른 유사한 화학 제형과 이 분자의 수십 개의 다른 동의어가 존재한다.

## 같이 보기
- 그람 염색
- 염색 (생물학)